# Liste des panneaux de signalisation de danger en Allemagne
Le présent article est consacré aux panneaux de signalisation de danger en Allemagne de type A.

## Objet de la signalisation de danger
L'objet de la signalisation de danger est d'attirer de façon toute spéciale l'attention des usagers de la route aux endroits où leur vigilance doit redoubler en raison de la présence d'obstacles ou de points dangereux liés :
- soit à la structure même de la route : virages, cassis ou dos-d’âne, chaussée rétrécie ;
- soit à l'état de la route ou son environnement chaussée glissante, chute de pierres ;
- soit à des dispositions adaptées à la rencontre d'autres voies de communication : pont mobile, barrière de passage à niveau ;
- soit aux conditions de circulation des véhicules et des piétons : endroit fréquenté par les enfants, circulation à double sens succédant à une section à sens unique ;
- soit à des dispositions ou des circonstances locales sortie d'usine, voisinage d'une carrière exploitée à la mine.

## Liste des panneaux de danger

Danger
Priorité à droite
Virage à droite
Virage à gauche
Succession de virages
Succession de virages
Descente dangereuse
Montée dangereuse
Cassis ou dos d'âne
Risque de glace
Chaussée glissante
Risque de chutes de pierres
Gravier détaché
Vent latéral
Chaussée rétrécie
Chaussée rétrécie par la droite
Chaussée rétrécie par la gauche
Travaux routiers
Lignes de trafic
Circulation dans les deux sens
Pont mobile
Débouché sur un quai ou une berge
Feux tricolores
Endroit fréquenté par les piétons
Voie aux piétons
Endroit fréquenté par les enfants
Débouché de cyclistes
Passage d'animaux domestiques
Passage d'animaux sauvages
Traversée d'une aire de danger aérien
Débouché d'autobus (ancien, 1992–2017)
Passage à niveau avec barrières (ancien, 1971–2013)
Passage à niveau sans barrière (ancien, 1971–1992)
Passage à niveau (nouveau, depuis 1992)
153 (ancien, 1971–2013)
156-10
159-10
159-20
162-10
162-20